# Coppa Italia 1997-1998 (hockey su pista)
La Coppa Italia 1997-1998 è stata la 29ª edizione della principale coppa nazionale italiana di hockey su pista. La manifestazione si è conclusa il 4 gennaio 1998.
Il trofeo è stato conquistato dal Novara per la sedicesima volta nella sua storia.

## Risultati

### Final Four
La Final Four della manifestazione si sono disputate nei giorni 3 e 4 gennaio 1998 a Salerno.

#### Tabellone
|  | Semifinali       | Semifinali       | Semifinali     |                |        | Finale | Finale | Finale |  |
|  |                  |                  |                |                |        |        |        |        |  |
|  | Novara           | Novara           | 7              |                |        |        |        |        |  |
|  | Novara           | Novara           | 7              |                |        |        |        |        |  |
|  | Amatori Vercelli | Amatori Vercelli | 4              |                |        |        |        |        |  |
|  | Amatori Vercelli | Amatori Vercelli | 4              |                | Novara | Novara | 3      |        |  |
|  |                  |                  |                |                | Novara | Novara | 3      |        |  |
|  |                  |                  | Roller Salerno | Roller Salerno | 0      |        |        |        |  |
|  | Roller Salerno   | Roller Salerno   | Roller Salerno | Roller Salerno | 0      | 6      |        |        |  |
|  | Roller Salerno   | Roller Salerno   |                |                |        |        |        |        |  |
|  | Prato Primavera  | Prato Primavera  | 1              |                |        |        |        |        |  |

#### Finale
| Salerno 4 gennaio 1998 | Novara | 3 – 0 | Roller Salerno |  |